# 郑昌 (西汉)
郑昌（?—?），字次卿。西汉泰山郡刚县（今山东省宁阳县东北）人。
郑昌是郑弘的兄长，好学明经，通晓法律政事。在汉元帝时任太原郡（治今山西省太原市）太守、涿郡（治今河北省涿州市）太守，条教法度，都有治绩，但是他使用刑罚刻薄严重，不如郑弘处理公平。郑弘接替韦玄成为御史大夫。